# クライマックス・ローレンス
クライマックス・ローレンス（Climax Lawrence、1979年1月16日 - ）は、インド・ゴア州マルガオ出身のプロサッカー選手。インディアン・スーパーリーグ・Laxmi Prasad S.C.所属。元インド代表。ポジションはミッドフィールダー。

## 所属クラブ
- 1998年 - 2003年 サルガオカーSC
- 2004年 - 2005年 イースト・ベンガルFC
- 2005年 - 2013年 デンポSC
- 2013年 - 2014年 ムンバイFC
- 2014年 アトレティコ・デ・コルカタ
- 2015年 - Laxmi Prasad S.C.